# 大島大誓言
大島大誓言（おおしまだいせいごん）、通称伊豆大島暫定憲法（いずおおしまざんていけんぽう）は、第二次世界大戦後の占領期に東京都の伊豆大島で作られた、大島独立に向けての暫定憲法である。1946年1月29日のGHQ覚書（SCAPIN-677）発令から同年3月22日まで、伊豆諸島が日本の施政権から分離されたことを背景に作成された。伊豆諸島の本土復帰によりその施行は幻となったが、1997年に原本や制定当時の資料が発見されて以降、背景の解明が進められている。

## 経緯

### 島内の動向
日本の降伏後、GHQ（連合国軍最高司令部）は1945年9月2日付の指令第1号で、「日本国委任統治諸島、小笠原諸島及他の太平洋諸島」については米海軍太平洋艦隊司令官（CINCPAC）の管轄下に、日本本土とこれに隣接する諸小島、琉球諸島、南朝鮮とフィリピンについてはGHQの管轄下に置くことを命令している。同月20日には、グアム基地に駐留していたCINCPACの部隊が大島の波浮港に偵察のため来航した。南の島々を制圧してきたCINCPACにとっては、小笠原諸島と本土との間に連なる伊豆諸島は「太平洋諸島」の延長上にあるものと認識されたらしく、GHQもそれを黙認するように、CINCPAC上陸の3日前に日本陸軍へ上陸の事前通告を送っている。米軍は既に武装解除を進めていた日本軍の内地送還を監視するのみで、任務修了後も海軍が司令部を設けたことはなく、島の行政機能は東京都の出先機関である大島支庁と各村が担っていた。
1946年1月29日にGHQが指令した「若干の外かく地域を政治上行政上及び行政上日本から分離することに関する覚書」（SCAPIN-677）では、日本の施政権の停止範囲を以下のように定義した。
この情報が伝わった伊豆諸島の各村では、施政権除外範囲の中に「伊豆・南方」という文言が含まれていることを受けて騒然となった。折からの物資不足によって窮乏にあえぐ伊豆大島にも、この知らせは追い打ちをかけるものであった。混乱に際して当時の島内6ヶ村の村長らによる会議が持たれているが、この会議に出席した立木猛治は『伊豆大島志考』の中で次のように記している。
具体的な経過としてはまず、1月30日または31日に当時の伊豆大島6ヶ村による村長会、2月1日には大島支庁や金融機関等も含めた合同協議会が開かれ、島の民主的自治・島民生活の安定・世界平和に寄与する政治団体の創設に向けた申し合わせがなされた。2月7日に、大島議会の議員選挙にかかわる準備委員の選定会議が開かれている。
2月21日に大島駐屯隊長ライト大尉から元村（現在の大島町元町）村長・柳瀬善之助に対し、日本からの行政分離と、軍は当面の間行政機関を置かず監督のみ行う旨の通達があった。これを受けて、2月末には6ヶ村の村長の会合、3月1日には合同協議会が再度開かれた。3月3日の準備委員会議により各村から選出された準備委員が集まり、「大島自治会議」による協議が進められる運びとなっている。暫定憲法案はこの3月のどこかで発せられたものと見られる。
これと並行する形で、柳瀬は立法・行政府にあたる「最高政治会議」、司法府に相当する「自治運営協議会」などの素案作成に着手している。2月25日には、柳瀬以下5名を幹部とする「大島島民会（仮称）」が設立され、設立趣意書とともに「大島島民会規約（案）」が提出された。23条からなるこの規約は、おおむね「大島共和国」樹立の素案と言ってよいものであった。島民会は2月27日・28日に会議が重ねられ、選挙民・非選挙者資格や委員定数などの原案が策定されている。暫定憲法の最終案は、この原案をもとに成立したものと思われる。

### 政府の動向
伊豆諸島はこの間、日本政府の統治とも米軍の軍政ともいえない、奇妙な政治的状況に置かれていた。CINCPACに完全に取り上げられたのは司法権のみで、本土との交通も制限付きではあるが認められており、行政機構は継続され、日本の法令も生かされたままであった。大島に下された2月21日の行政分離通達も、現実と乖離した、権限を越えるものとして都庁や大島支庁では重視しなかった。
伊豆諸島の行政分離については、本土の側でもGHQへの確認が進められた。2月13日には、SCAPIN-677の実行に際して日本政府とGHQの間に会談が持たれている。ここで覚書の真意を尋ねる日本側の黄田多喜夫連絡官の質問に対し、GHQは「従来行われ来りたるもの（軍政）を確認したるものにすぎず（…中略…）例えば大島はCINCPACの所管」と述べる。伊豆大島など連合軍の機関がない地域では日本の行政機能を存続する必要があるのではないか、という問いに対しては「引き続き機能を営むの要あり」と回答しており、GHQとしては軍政を布く意思のないことを明らかにしている。GHQ側の委員はこの際、日本政府側に「伊豆七島にCINCPACが未駐屯なりといふは確かなりや、奄美大島には駐屯済なり」と反問を投げかけており、すでに海軍司令部が軍事支配を樹立しているものと誤認していた節がみられる。
この後、終戦連絡中央事務局はGHQ宛に「伊豆諸島の地位に関する通報の要請」と題する文書を送り、島に滞在している公務員の地位と俸給の支払い、司法関係、内地から島への物資輸送・送金、児童の内地進学の可否等について細かく尋ねている。GHQは司法権（訴訟書類の送達、喚問、恩赦等）については否定したものの、その他はCINCPACと連絡する必要があるとして具体的な回答を示しておらず、この書簡は軍部から難問題として大統領まで進達された形跡がある。
施政権分離の間、本土から諸島への渡航には許可が必要となり、一般法令も行政分離地域には適用しないものとされた。例えば2月13日の金融緊急措置令をはじめとする新円への切り替えは本土復帰まで行われず、日本政府側にも混乱をきたす結果となった。
伊豆諸島の本土への復帰運動は、島への親しみの深い有力な文化人や財界人らの民間外交を介して進められた。中島久万吉、小松隆、河合良成、加納久朗、鮎川義介などが、米国人と面接して伊豆諸島の早期返還を説き、GHQもこれに深い理解を示したと言われる。東京都の渉外部長だった磯村英一は、親しくしていた米軍の東京都担当中佐に「伊豆諸島は明治時代から東京の一部であった」旨を伝え、ひそかに中佐を連れて来島し、戦跡や軍事施設がないことを示した。このとき磯村は柳瀬らから憲法制定の話を聞いており、「まったく予想もしていなかったことで、何をばかなことをと思ったが、村の人たちは真剣だったのだろう」とのちに回顧している。
民間外交の展開と相まって、配給制度・官吏の俸給問題・金融問題など本土依存の強い伊豆諸島の実情をみたGHQは、分離を続行するか覚書を修正するかの選択をCINCPACに委ねた。CINCPACおよびハワイの極東太平洋海軍司令長官の進言を介して、ワシントンの海軍当局は北緯30度線以北の伊豆諸島についてGHQへの移管を3月20日に決定した。1946年3月22日、GHQは伊豆諸島を日本に復帰させる指令（SCAPIN841）を出し、日本政府は伊豆大島への施政権を回復した。

### 復帰以後
本土への復帰の知らせに島民は安堵したが、それと同時に大島大誓言はたちまち雲散霧消し、あの騒ぎは何だったのかというほど見事に忘れ去られた。1979年には町の職員が読売新聞の取材に対し、独立の騒動について「島民でもほとんど知っている人はない」とコメントしている。
その後、大誓言についての情報は若干の記録と風聞にとどまっていたが、1997年、大島の文化財保護委員であった藤井伸が町立郷土資料館の文献を整理する中で憲法の原文とその草案、制定過程を示したメモなどを発見し、再び日の目を見るに至った。同年1月7日に朝日新聞がこれをスクープとして一面記事に取り上げている。
2014年、大島大誓言の原本とその制定過程を示すメモが所在不明になっていることが報道されている。取材に対し、町の教育委員会は史料整理とともに捜索に当たると回答している。

## 内容
大誓言は前文および全3章23条の本文から構成され、その前に公布文が付されている。公布文には、
と、激変する状勢への対応のために基本法則たる「大島憲章」を制定する必要があり、取り急ぎ「島民総意の一大誓言」により成立する議会の下で、憲章制定事業の完遂を期する旨を示している。前文には、
とし、平和主義の理念（「旺盛なる道義の心に徹し万邦和平の一端を負荷し」）が盛り込まれるとともに、この憲法が暫定的性格のものであることを述べている。
本文各章は第1章「統治権」（1・2条）、第2章「議会」（3〜14条）、第3章「執政」（15〜23条）として、統治機構を中心に規定している。原本には条文ののちに「欠ケテル点ハ司法権」との書き込みが残されており、後から追加されるか「大島憲章」に盛り込まれる予定だったと思しい。
第1章1条では「大島の統治権は島民に在り」として島民主権の原則を示す。「島民の総意を凝集表示する為め」（3条）の議会および「島民の総意を施行し島務一切を処理する為め」（15条）の執政府は島民の選挙により選出される（7条・20条）。2条には有権者の投票によるリコール権（議会の解散または執政府の不信任）を規定するなど、直接民主主義的な要素も盛り込まれている。議員の免責特権（10条）や議会の国政調査権（11条・13条）など日本国憲法に類似する内容も見られる一方、村長が議員資格を持ち、議会解散後もその資格を喪失しないこと（12条）、執政長が島の代表としての役割を有すること（19条）を定めている点は特徴的である。

## 制定過程
憲法の制定は、もっぱら元村の村長であった柳瀬善之助を中心に進められた。1975年から大島町長を務めた鈴木三郎の証言によると、会議には柳瀬村長のほか立木猛治（東京区裁判所大島出張所長）、高田森吉（元村初代助役）、高木久太郎（元・村会議員）などの顔ぶれがあり、彼らが島民会の創立委員として携わった可能性が高い。なお、2月21日の通達の後、準備委員会の設立に向けた元村の有志人の名簿が作成されているが、この名簿に名を連ねた元村青年団長などの一部関係者は、会場に呼ばれたことも声がかかったこともない、とのちに証言している。
憲法の起草委員としては柳瀬のほか、高田森吉、下田五郎、高木久太郎、鈴木三郎、立木猛治、雨宮政次郎の7名の名が挙がっている。特に柳瀬の親友でもあった無教会派キリスト教徒の高木久太郎、および船大工で共産党員だった雨宮政次郎の思想的関与があったらしいことが法学者の榎澤幸広により検証されている。ただし、この三名の思想と各条文との直接的な関係については必ずしも明確ではない。
町史編纂委員であった角田實は、制定時に参照されたひな型の存在には否定的であり、当時本土との連絡網が途絶えていた大島で独自に作成されたとの見方を示している。一方、大島暫定憲法には、主権在民、議会制民主主義、権力分立など現行憲法にも通ずる内容が盛り込まれており、当時の関係者の証言からも、雨宮ないし共産党の意志が背後にあったことがうかがわれる。原本の発見者である藤井伸は、主権在民などロシア型憲法に近いものがあるともコメントしている。
『大島町史』では、きわめて短期間のうちに策定が進められたことや、大島島民会の設立趣意書と規約の中に米軍への言及がみられることなどから、起草にはGHQの指導があったものと推測している。しかし、当時島を占領していたのはCINCPACであり、GHQの民政局のような憲法づくりを指導できる部局はなく、軍は単に行政を監督する立場であった。起草委員は駐留軍と連絡を取っていた記録はあるものの、あくまで進捗状況の報告に留まるものだったとみるのが妥当である。

## 評価
朝日新聞の記事にて憲法史学者の古関彰一は、急ごしらえの感はありつつも当座の知識を駆使して自前の憲法を生み出した島民の努力を評価し、「法律は必要とする人が作る、それは専門家でなくてもできるのだ、ということを見せてくれる」とコメントする。さらに、主権ではなく統治権を問題にしている大日本帝国憲法との類似や平和主義の理念に触れて、条文に「日本国憲法ができる前の人々の意識がうかがえる」と述べている。榎澤幸広は、こうした事例から戦後の日本国憲法制定過程に参与できなかった人々の憲法観を探ることで、それらの声を含めた日本国憲法の再考が必要である、と論じている。
1981年に編まれた『伊豆諸島東京移管百年史』では、「この堂々たる「大島憲章案」が、他五か村にどう受け止められていたか、占領軍との関係をいかに考えていたのか、なぜに伊豆七島、小笠原島をひっくるめて考えないで、大島だけ独立できるものと考えたのか、種々疑問の残る「独立騒ぎ」であった」と評している。この点、条文からは伊豆諸島の他の離島との関連は明らかでないものの、柳瀬の帰島動機からみて他の島々を含めた島嶼開発は念頭にあったものと榎澤は考察している。